# Pariser Platz

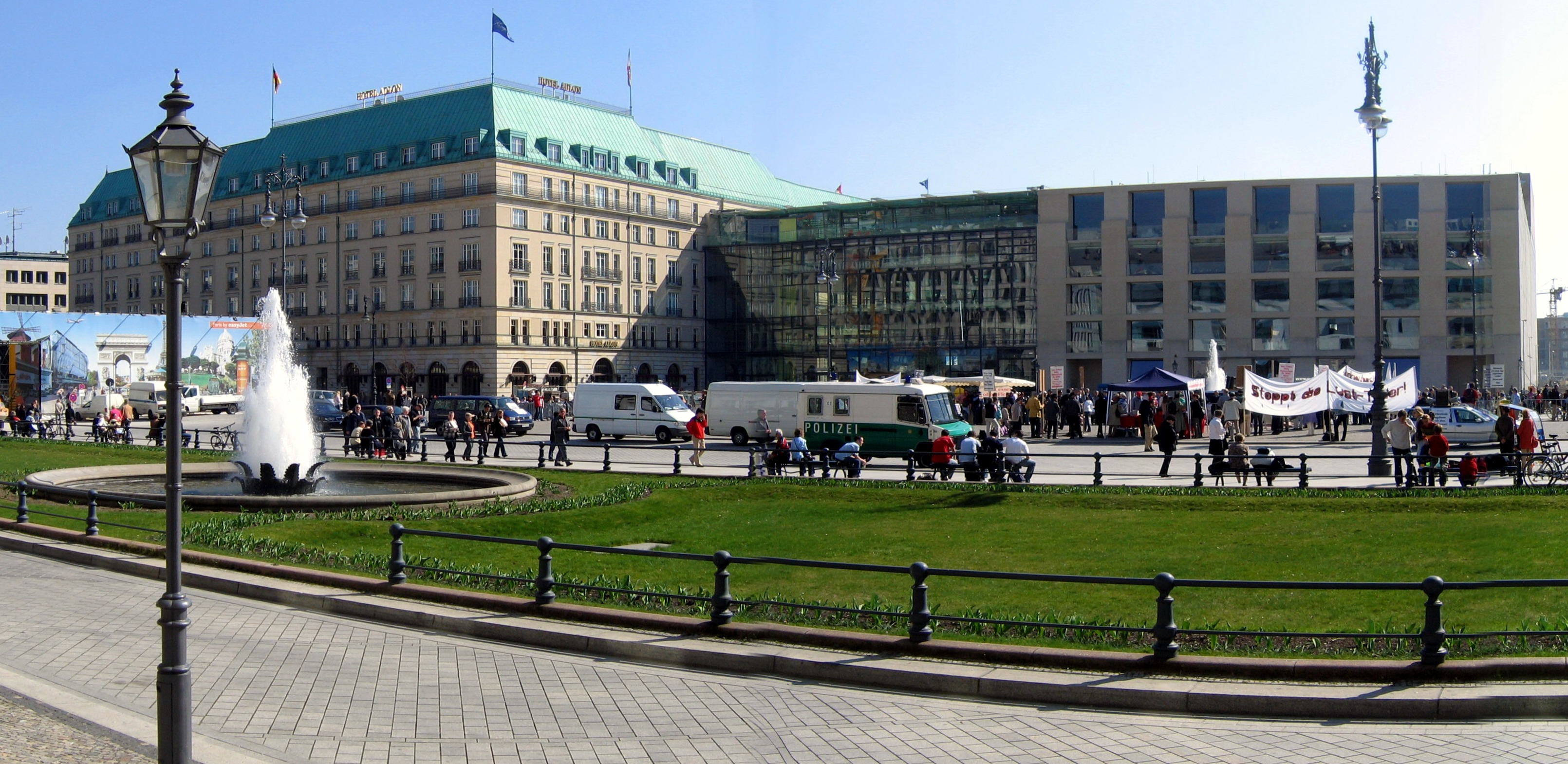
Pariser Platz med Hotel Adlon.

Pariser Platz är en cirka 1,5 hektar stor plats på östsidan av Brandenburger Tor i centrala Berlin. Till platsen ansluter de två stora boulevarderna Unter den Linden, från öst, och Strasse des 17. Juni, från väst. Mellan 1945 och Tysklands återförening 1989 utgjorde platsen en del av den sovjetiska sektorns västliga gräns och var sedan Berlinmuren byggdes 1961 en del av den så kallade dödsremsan, som löpte längs den östra sidan av muren. Den avspärrade platsen öppnades igen hösten 1989 och har sedan dess rekonstruerats. År 2008 kommer den sista av de byggnader som före andra världskriget omgav platsen ha återuppbyggts i form av en ambassadbyggnad för USA.